# Джеймс Бюканън
 Тази статия е за американския политик.  За американския икономист вижте Джеймс Бюканън (икономист).  
Джеймс Бюканън (на английски: James Buchanan) (23 април 1791 – 1 юни 1868) е петнадесетият (4 март 1857 – 4 март 1861) президент на САЩ.
Той е единственият ерген и единственият гражданин на Пенсилвания, който е бил президент. Критикуван е за това, че не е успял да предотврати разцеплението и попадането на страната в Американската гражданска война. Това е една от причините той, заедно с Франклин Пиърс, да бъде смятан за един от най-лошите президенти в американската история. Според направено проучване сред историците той е поставен на последно място по значение от всички президенти, което съвпада и с общественото мнение.

## Биография

### Произход и младежки години
Той е роден в дървена колиба в Ков Кейп, близо до Мерцерсбург, Франклин Каунти, Пенсилвания на 23 април 1791 година, в семейството на Джеймс Бюканън и Елизабет Спийър. Мести се в Мерцерсбург със семейството си през 1799 година. Първоначално получава обучението си в семейството, след това е пратен в градската гимназия, завършва Дикинсън Колидж, Пенсилвания. В 1809 се мести в Ланчестър, Пенсилвания. Същата година почва да учи право и през 1812 година взима изпита си за адвокатска правоспособност и почва да практикува в Ланчестър. Той е един от първите доброволци за Войната от 1812 година и участва в отбраната на Балтимор, Мериленд. Член е на Камарата на представителите на Пенсилвания от 1814 до 1815 година. Печели изборите за седемнадесетия Конгрес и служи още четири последователни мандата от 4 март 1821 до 3 март 1831 година. Председател е на Правната комисия. Бюканън е посочен като една от водещите фигури за задействане на процедура по импийчмънт срещу Джеймс Пек, съдия от областния съд на Мисури. Бюканън е пълномощен министър в Русия от 1832 до 1834 година.
През 1819 година Бюканън се сгодява за Ан Каролин Колман, дъщеря на заможен производител на желязо. Тя внезапно прекратява годежа им и умира внезапно няколко дни по-късно по неизяснени причини. След смъртта на годеницата си Бюканън се заклева никога да не се жени. Той живее заедно със сенатора от Алабама Уилям Кинг повече от 16 години, но той умира четири години преди Бюканън да стане президент. Слухове и подозрения за хомосексуалност витаят около тази връзка, като се споменава за „жената“ или „по-добрата половинка“ на Бюканън, а дори и президентът Андрю Джаксън се обръща към Кинг с „Мис Нанси“. Изключително трудно е да се определи хомосексуалността на някого в средата на 80-те години на XIX век и следователно трябва да се приеме, че сексуалната ориентация на Бюканън остава неясна.

### Кариера в Конгреса, като държавен секретар и дипломат
Бюканън е избран като представител на Демократическата партия в Сената на САЩ, за да запълни вакантно място поради оставката на Уилям Уилкинс. Той почва да служи от 6 декември 1834 година и е преизбран в 1837 г. и 1843 г., подава оставка на 5 март 1845, за да приеме длъжност в кабинета.
Бюканън служи като държавен секретар в кабинета на президента Джеймс К. Полк от 1845 до 1849 година. По време на мандата си той преговаря по Договора от Орегон (1846) г., установява като граница на северните територии 49-ия паралел. Никой друг държавен секретар не е ставал президент.
През 1853 е посочен за президент на настоятелството на „Франклин енд Маршал Колидж“ в своя роден град Ланчестър. Той запазва това свое качество до 1865 г.
Пълномощен министър е във Великобритания от 1853 до 1856 г., като помага за изготвянето на Манифеста от Остенд, който предвижда придобиването на Куба чрез сила.

### Президентски мандат
Бюканън е избран през 1856 година като кандидат на Демократическата партия и служи от 4 март 1857 до 4 март 1861 година. При настъпващото разделение на нацията, Бюканън като президент избира да не се замесва в тези събития и има намерение да поддържа баланс между отделните фракции чрез своите назначения и да настоява пред съгражданите си да приемат Конституцията така както я интерпретира Върховния съд. Съдът обсъжда възможността за ограничаването на робството само за определени територии, и двама от съдиите дават индикации на Бюканън какво ще бъде решението.
В своето обръщение по повод започването на мандата, освен обещанието да не се кандидатира отново, Бюканън споменава териториалния въпрос като „за щастие маловажен от практическа гледна точка“ тъй като Върховния съд има готовност да го реши бързо и окончателно.
Два дни по-късно Председателя на Върховния Съд – Роджър Тени, обявява станало известно като „Решението Дред–Скот“, в което се посочва, че Конгреса не притежава конституционното право да изключва робството от териториите. В голямата си част писменото решение на Тени се счита за „dicta“ – становище на съдия, което се счита за незадължително при прилагането на прецедента, което в случая радва южняците, но от друга страна предизвиква потрес на Север. Мнозина смятат Бюканън за лично замесен в изхода на делото, като северняците припомнят шепненето в ухото на президента от Тент по време на церемонията по полагане на клетва. В желанието си да види разрешен териториалния спор чрез решение на Върховния съд, Бюканън лично лобира пред съдия Роберт Гриър (който е от родния щат на президента – Пенсилвания) да гласува с мнозинството и така да потвърди правото на собственост върху роба.
Но Бюканън среща още трудности при решаването на въпроса за робството в териториите. Той залага целия престиж на администрацията зад инициативата за приемане от Конгреса на Конституцията Лекомптън на Канзас, която ще обяви щата за робски, а освен това предвижда възможността за „законно“ купуване на гласове срещу назначения или подкупи. Правителството на Лекомптън е изключително непопулярно сред северняците, тъй като е доминирано от робовладелци, които използват властта си да ограничат правата на лицата, които не притежават роби. Въпреки че гласоподавателите на Канзас отхвърлят Конституцията Лекомптън, Бюканън успява да прокара закона през Камарата, но е блокиран в Сената от северняците, водени от Стивън Дъглас. Конгресът назначава прегласуване на Конституцията Лекомптън, което вбесява южняците. След всичко това не е изненада, че Бюканън не е особено популярен на Север.
Икономическите трудности се стоварват също върху администрацията на Бюканън и намират израз в Паниката от 1857. Правителството внезапно се озовава със силен недостиг в хазната, като една от причините е намаляването на тарифите от страна на демократите. Администрацията на Бюканън, по искане на управителя на държавното Съкровище (Treasury Secretary) Хауел Коб предприема действия по осигуряване на финансиране на дефицита. Това действие срива авторитета на демократите за години напред и позволява на републиканците да атакуват Бюканън за неговата финансова безотговорност.
Когато републиканците спечелват мнозинството в Камарата през 1858 година буквално всеки закон, който приемат е отхвърлян или от южняците в Сената, или му е налагано президентско вето. Федералното правителство достига до задънена улица. Тежката ненавист между представителите на Севера и Юга взема надмощие в Конгреса, където още не е забравен инцидентът, при който конгресмен Чарлз Съмнър е бит с пръчки от южняците.
Президентът Бюканън, отчаян и нерешителен, отказва правото на щатите за отделяне, но от друга страна смята, че ако те решат да се отцепят, федералното правителство няма право да ги спре. Той се надява да се постигне компромис, но лидерите на отцепниците не го желаят.
Тогава Бюканън предприема остри действия. Няколко членове на кабинета му подават оставка и той назначава на тяхно място северняци. Изпраща на тайна мисия парахода „Стар ъв дъ Уест“ в помощ на Форт Съмтър с храна и муниции, но мисията е разкрита. Вестниците публикуват статии, според които параходът се е насочил към Чарлстън и властите на Южна Каролина получават потвърждение за това от Луис Уифол, който е все още сенатор от Тексас, а и секретар по вътрешните дела на Бюканън. В ранната сутрин на 9 януари 1861 година оръдията на Южна Каролина започват да обстрелват парахода, но той остава невредим, за сметка на това при престрелката е потопен неизвестен плавателен съд. След като не получава подкрепа от Форт Съмтър параходът се връща обратно в Ню Йорк с незначителни повреди.
Така първите изстрели на Гражданската война са произведени при администрацията на Бюканън. Преди да напусне офиса, седем робовладелски щата се отцепват, като завладяват няколко форта.
Бюканън се оттегля в своя дом „Уийтланд“, близо до Ланчестер, Пенсилвания, където умира на 1 юни 1868 година на 77-годишна възраст.